# 江賜良
江賜良（Kong Su Leong），作曲家，出身馬來西亞沙巴州。馬來西亞沙巴華樂學會秘書長，南洋風藝術中心創辦人，沙巴電聲華樂流行組合ecband音樂總監。
江賜良是活躍的獲獎作曲家，經常與新加坡華樂團、臺灣國樂團、臺北市立國樂團、香港中樂團等團體合作。曾獲中華民國文建會民族音樂創作獎（2005年，合奏曲組），以及新加坡國際華樂作曲大賽創作大獎等獎項。

## 早年
江賜良畢業於上海音樂學院，專修民樂作曲，師從朱曉谷教授，為該校首位外國籍民樂作曲畢業生。此外，曾向徐堅強教授學習現代音樂創作，隨民族音樂學家黃白教授學習中國民歌理論。他的啟蒙老師是馬來西亞著名教育家張誠忠。早年並未就讀音樂科班，大學升學階段始選擇出國學習作曲。

## 作品節選

### 原創
- 《舞笛》
- 《風颱》
- 《檳榔傳說》
- 《桂枝湯》
- 《阿帕莎拉奇想》，為揚琴與擊樂

### 編曲
- 《笙波動之舞》
- 《百鼓擊節讚賞》
- 蕭泰然大提琴協奏曲[4]
- 黛敏郎高音木琴小協奏曲